# 山梨県第2区
山梨県第2区（やまなしけんだい2く）は、日本の衆議院議員総選挙における選挙区。1994年（平成6年）の公職選挙法改正で設置。

## 区域

### 現在の区域
2013年（平成25年）公職選挙法改正以降の区域は以下のとおりである。2013年の区割り変更に伴い、区割りが大きく変更された。
- 富士吉田市
- 都留市
- 山梨市
- 大月市
- 笛吹市
- 上野原市
- 甲州市
- 南都留郡
- 北都留郡

### 2013年以前の区域
1994年（平成6年）公職選挙法改正から2013年の小選挙区改定までの区域は以下のとおりである。
- 富士吉田市
- 都留市
- 大月市
- 東八代郡
- 西八代郡
- 南都留郡
- 北都留郡

## 歴史
自民党宏池会（加藤派→堀内派→古賀派）の重鎮で、通産大臣や自民党総務会長を歴任した堀内光雄が毎回他候補を圧倒し続けてきた。2005年の第44回総選挙で
は郵政民営化に反対したため、自民党の公認を受けられず無所属で出馬し、自民党公認の長崎幸太郎に937票差まで詰め寄られるも辛うじて議席を死守した。その後堀内は自民党に復党。2009年の第45回総選挙で自民党は堀内を公認候補とする意向を示すと長崎が反発して離党し、無所属で出馬。一方堀内自身も反自民・高齢批判の逆風に立たされた結果、両者とも民主党新人の坂口岳洋に敗北し共倒れとなった（堀内は自民党の73歳定年制のため比例との重複立候補ができず、長崎は無所属で出馬したため共に落選）。
堀内引退後、長男の妻である堀内詔子が地盤を引き継ぐが長崎も着実に支持を集め、2012年の第46回総選挙は長崎が堀内を破り当選、堀内も自民党躍進の波に乗り比例復活した。一方で坂口は今度は自身が反民主の逆風に立たされることとなり、比例復活もできずに落選した。2014年の第47回総選挙も保守分裂選挙となったが、長崎が堀内を破り当選、堀内は比例復活した。
2017年の第48回総選挙では、長崎幸太郎が自民党への復党を認められたが、前職の堀内詔子と長崎幸太郎がいずれも自民党の公認を得ることができず無所属で立候補して再び分裂選挙となり、堀内詔子が当選し追加公認された。その後長崎は2019年1月の山梨県知事選挙に出馬し当選しており事実上、2区における分裂状態は終局を迎える結果となった。
長崎の知事就任以降は保守分裂の解消で堀内が長崎の支持者を取り込む形となり、2021年の第49回、2024年の第50回と圧勝している。

## 小選挙区選出議員
| 選挙名                 | 年                 | 当選者     | 党派       |
| ---------------------- | ------------------ | ---------- | ---------- |
| 第41回衆議院議員総選挙 | 1996年（平成8年）  | 堀内光雄   | 自由民主党 |
| 第42回衆議院議員総選挙 | 2000年（平成12年） | 堀内光雄   | 自由民主党 |
| 第43回衆議院議員総選挙 | 2003年（平成15年） | 堀内光雄   | 自由民主党 |
| 第44回衆議院議員総選挙 | 2005年（平成17年） | 堀内光雄   | 無所属     |
| 第45回衆議院議員総選挙 | 2009年（平成21年） | 坂口岳洋   | 民主党     |
| 第46回衆議院議員総選挙 | 2012年（平成24年） | 長崎幸太郎 | 無所属     |
| 第47回衆議院議員総選挙 | 2014年（平成26年） | 長崎幸太郎 | 無所属     |
| 第48回衆議院議員総選挙 | 2017年（平成29年） | 堀内詔子   | 無所属     |
| 第49回衆議院議員総選挙 | 2021年（令和3年）  | 堀内詔子   | 自由民主党 |
| 第50回衆議院議員総選挙 | 2024年（令和6年）  | 堀内詔子   | 自由民主党 |

## 選挙結果
時の内閣：第1次石破内閣 解散日：2024年10月9日 公示日：2024年10月15日
当日有権者数：25万4518人 最終投票率：56.89%（前回比：5.42%） （全国投票率：53.85%（2.08%））
| 当落 | 候補者名   | 年齢 | 所属党派   | 新旧 | 得票数   | 得票率 | 惜敗率 | 推薦・支持 | 重複 |
| ---- | ---------- | ---- | ---------- | ---- | -------- | ------ | ------ | ---------- | ---- |
| 当   | 堀内詔子   | 59   | 自由民主党 | 前   | 99,080票 | 73.58% | ――     | 公明党推薦 | ○    |
|      | 大久保令子 | 74   | 日本共産党 | 新   | 35,569票 | 26.42% | 35.90% |            |      |

時の内閣：第1次岸田内閣 解散日：2021年10月14日 公示日：2021年10月19日
当日有権者数：26万2259人 最終投票率：62.31%（前回比：3.49%） （全国投票率：55.93%（2.25%））
| 当落 | 候補者名   | 年齢 | 所属党派   | 新旧 | 得票数    | 得票率 | 惜敗率 | 推薦・支持               | 重複 |
| ---- | ---------- | ---- | ---------- | ---- | --------- | ------ | ------ | ------------------------ | ---- |
| 当   | 堀内詔子   | 56   | 自由民主党 | 前   | 109,036票 | 67.93% | ――     | 公明党推薦               | ○    |
|      | 市来伴子   | 44   | 立憲民主党 | 新   | 44,441票  | 27.69% | 40.76% | 社会民主党山梨県連合推薦 | ○    |
|      | 大久保令子 | 71   | 日本共産党 | 新   | 7,027票   | 4.38%  | 6.44%  |                          |      |

- 市来は第25回参議院議員通常選挙に無所属で山梨県選挙区より立候補したが落選。第50回は埼玉8区から立憲民主党公認で出馬し、小選挙区では落選したものの比例北関東ブロックで復活当選を果たした。

時の内閣：第3次安倍第3次改造内閣 解散日：2017年9月28日 公示日：2017年10月10日
当日有権者数：27万539人 最終投票率：65.80%（前回比：2.01%） （全国投票率：53.68%（1.02%））
| 当落 | 候補者名   | 年齢 | 所属党派              | 新旧 | 得票数   | 得票率 | 惜敗率 | 推薦・支持                                   | 重複 |
| ---- | ---------- | ---- | --------------------- | ---- | -------- | ------ | ------ | -------------------------------------------- | ---- |
| 当   | 堀内詔子   | 51   | 無所属 (自由民主党籍) | 前   | 70,532票 | 40.12% | ――     | 自由民主党・公明党推薦                       |      |
|      | 長崎幸太郎 | 49   | 無所属 (自由民主党籍) | 前   | 67,434票 | 38.36% | 95.61% |                                              |      |
|      | 小林弘幸   | 45   | 立憲民主党            | 新   | 22,684票 | 12.90% | 32.16% | 民進党山梨県連推薦、社会民主党山梨県連合支持 | 〇   |
|      | 井桁亮     | 48   | 希望の党              | 新   | 9,719票  | 5.53%  | 13.78% | 日本維新の会山梨県総支部支持                 | 〇   |
|      | 大久保令子 | 67   | 日本共産党            | 新   | 5,414票  | 3.08%  | 7.68%  |                                              |      |

- 長崎は自民党への復党が認められたため、堀内、長崎はともに自由民主党所属であったが調整が難航したため「選挙戦は双方無所属で戦い、当選した者を公示日に遡って追加公認」とする方針となった。結果、堀内が当選し、堀内が追加公認された。
- 長崎は2019年1月、山梨県知事選挙に立候補し当選。
- 小林は第46回は東京都第24区からみんなの党公認で立候補したが落選。
- 井桁は第47回は愛知県第3区から次世代の党公認で立候補したが落選。第24回参議院議員通常選挙に日本のこころを大切にする党公認で愛知県選挙区より立候補したが落選。2023年4月に行われた愛知県の津島市議会議員選挙に当選し12年ぶりに復帰した。

時の内閣：第2次安倍改造内閣 解散日：2014年11月21日 公示日：2014年12月2日
当日有権者数：26万8532人 最終投票率：63.79%（前回比：3.97%） （全国投票率：52.66%（6.66%））
| 当落 | 候補者名   | 年齢 | 所属党派   | 新旧 | 得票数   | 得票率 | 惜敗率 | 推薦・支持 | 重複 |
| ---- | ---------- | ---- | ---------- | ---- | -------- | ------ | ------ | ---------- | ---- |
| 当   | 長崎幸太郎 | 46   | 無所属     | 前   | 85,117票 | 50.72% | ――     |            | ×    |
| 比当 | 堀内詔子   | 49   | 自由民主党 | 前   | 68,109票 | 40.59% | 80.02% | 公明党推薦 | ○    |
|      | 秋山晃一   | 61   | 日本共産党 | 新   | 14,578票 | 8.69%  | 17.13% |            |      |

時の内閣：野田第3次改造内閣 解散日：2012年11月16日 公示日：2012年12月4日
当日有権者数：23万2239人 最終投票率：67.76%（前回比：9.33%） （全国投票率：59.32%（9.96%））
| 当落 | 候補者名   | 年齢 | 所属党派   | 新旧 | 得票数   | 得票率 | 惜敗率 | 推薦・支持 | 重複 |
| ---- | ---------- | ---- | ---------- | ---- | -------- | ------ | ------ | ---------- | ---- |
| 当   | 長崎幸太郎 | 44   | 無所属     | 元   | 62,135票 | 40.45% | ――     |            | ×    |
| 比当 | 堀内詔子   | 47   | 自由民主党 | 新   | 55,012票 | 35.81% | 88.54% | 公明党推薦 | ○    |
|      | 坂口岳洋   | 41   | 民主党     | 前   | 29,534票 | 19.23% | 47.53% |            | ○    |
|      | 渡辺正好   | 54   | 日本共産党 | 新   | 6,924票  | 4.51%  | 11.14% |            |      |

- 坂口は第23回参議院議員通常選挙に立候補し、落選。

時の内閣：麻生内閣 解散日：2009年7月21日 公示日：2009年8月18日
当日有権者数：23万4746人 最終投票率：77.09%（前回比：5.05%） （全国投票率：69.28%（1.77%））
| 当落 | 候補者名   | 年齢 | 所属党派   | 新旧 | 得票数   | 得票率 | 惜敗率 | 推薦・支持 | 重複 |
| ---- | ---------- | ---- | ---------- | ---- | -------- | ------ | ------ | ---------- | ---- |
| 当   | 坂口岳洋   | 38   | 民主党     | 新   | 66,868票 | 37.55% | ――     |            | ○    |
|      | 長崎幸太郎 | 41   | 無所属     | 前   | 57,213票 | 32.13% | 85.56% |            | ×    |
|      | 堀内光雄   | 79   | 自由民主党 | 前   | 52,773票 | 29.64% | 78.92% |            |      |
|      | 宮松宏至   | 69   | 幸福実現党 | 新   | 1,214票  | 0.68%  | 1.82%  |            |      |

- 長崎は平沼グループ所属。

時の内閣：第2次小泉改造内閣 解散日：2005年8月8日 公示日：2005年8月30日
当日有権者数：23万7259人 最終投票率：72.04%（前回比：12.61%） （全国投票率：67.51%（7.65%））
| 当落 | 候補者名   | 年齢 | 所属党派   | 新旧 | 得票数   | 得票率 | 惜敗率 | 推薦・支持 | 重複 |
| ---- | ---------- | ---- | ---------- | ---- | -------- | ------ | ------ | ---------- | ---- |
| 当   | 堀内光雄   | 75   | 無所属     | 前   | 63,758票 | 38.04% | ――     |            | ×    |
| 比当 | 長崎幸太郎 | 37   | 自由民主党 | 新   | 62,821票 | 37.48% | 98.53% |            | ○    |
|      | 坂口岳洋   | 34   | 民主党     | 新   | 33,827票 | 20.18% | 53.06% |            | ○    |
|      | 渡辺正好   | 46   | 日本共産党 | 新   | 7,216票  | 4.30%  | 11.32% |            |      |

時の内閣：第1次小泉第2次改造内閣 解散日：2003年10月10日 公示日：2003年10月28日
当日有権者数：23万7369人 最終投票率：59.43%（前回比：4.68%） （全国投票率：59.86%（2.63%））
| 当落 | 候補者名 | 年齢 | 所属党派   | 新旧 | 得票数    | 得票率 | 惜敗率 | 推薦・支持 | 重複 |
| ---- | -------- | ---- | ---------- | ---- | --------- | ------ | ------ | ---------- | ---- |
| 当   | 堀内光雄 | 73   | 自由民主党 | 前   | 101,727票 | 77.09% | ――     |            |      |
|      | 花田仁   | 42   | 日本共産党 | 新   | 30,225票  | 22.91% | 29.71% |            |      |

時の内閣：第1次森内閣 解散日：2000年6月2日 公示日：2000年6月13日 最終投票率：64.11% （全国投票率：62.49%（2.84%））
| 当落 | 候補者名 | 年齢 | 所属党派   | 新旧 | 得票数    | 得票率 | 惜敗率 | 推薦・支持 | 重複 |
| ---- | -------- | ---- | ---------- | ---- | --------- | ------ | ------ | ---------- | ---- |
| 当   | 堀内光雄 | 70   | 自由民主党 | 前   | 108,336票 | 75.02% | ――     |            | ○    |
|      | 秋山晃一 | 47   | 日本共産党 | 新   | 22,338票  | 15.47% | 20.62% |            |      |
|      | 石井健祐 | 53   | 自由連合   | 新   | 13,738票  | 9.51%  | 12.68% |            |      |

時の内閣：第1次橋本内閣 解散日：1996年9月27日 公示日：1996年10月8日 （全国投票率：59.65%（8.11%））
| 当落 | 候補者名 | 年齢 | 所属党派   | 新旧 | 得票数   | 得票率 | 惜敗率 | 推薦・支持 | 重複 |
| ---- | -------- | ---- | ---------- | ---- | -------- | ------ | ------ | ---------- | ---- |
| 当   | 堀内光雄 | 66   | 自由民主党 | 前   | 90,567票 | 65.65% | ――     |            | ○    |
|      | 杉本公文 | 44   | 新進党     | 新   | 31,825票 | 23.07% | 35.14% |            |      |
|      | 秋山晃一 | 43   | 日本共産党 | 新   | 15,553票 | 11.27% | 17.17% |            |      |